# Far Hills
Far Hills é um distrito localizado no estado americano de Nova Jérsei, no Condado de Somerset.

## Demografia
Segundo o censo americano de 2000, a sua população era de 859 habitantes.
Em 2006, foi estimada uma população de 928, um aumento de 69 (8.0%).

## Geografia
De acordo com o United States Census Bureau tem uma área de
12,7 km², dos quais 12,6 km² cobertos por terra e 0,1 km² cobertos por água.

## Localidades na vizinhança
O diagrama seguinte representa as localidades num raio de 16 km ao redor de Far Hills.